# Canerandagio parte 1
| Recensione | Giudizio |
| ---------- | -------- |
| Newsic     | 8/10     |
| Ondarock   | 7/10     |
| Rockol     | 6,5/10   |

Canerandagio parte 1 è il decimo album in studio del rapper e cantante italiano Neffa, pubblicato il 18 aprile 2025 dalle etichette Numero Uno e Sony Music.

## Descrizione
L'album rappresenta il ritorno ufficiale dell'artista alle proprie radici hip hop e presenta dieci brani realizzati con la partecipazione di svariati artisti legati all'hip hop e non. Musicalmente presenta una varietà di toni e stili, mantenendo comunque un'identità coerente che richiama le sonorità tipiche degli anni novanta proposte in chiave contemporanea.
L’uscita è stata anticipata dai singoli Littlefunkyintro, pubblicato il 28 marzo 2025, e Canerandagio quest'ultimo accompagnato dal rapper Izi.

## Tracce
Testi e musiche di Giovanni Pellino, eccetto dove indicato.
1. Littlefunkyintro – 1:29
2. Troppaweed (feat. Noyz Narcos) – 2:45 (testo: Giovanni Pellino, Emanuele Frasca)
3. Bufera (feat. Franco126) – 2:30 (testo: Giovanni Pellino, Federico Bertollini – musica: Giovanni Pellino, Drone126)
4. Cuoreapezzi (feat. Guè & Joshua) – 2:37 (testo: Giovanni Pellino, Cosimo Fini, Joshua Bale, Edoardo Medici)
5. Canerandagio (feat. Izi) – 3:09 (testo: Giovanni Pellino, Diego Germini)
6. Hype (nuoveindagini) (feat. Fabri Fibra & Myss Keta) – 2:57 (testo: Giovanni Pellino, Fabrizio Tarducci, Myss Keta)
7. Perdersi&ritorno (feat. Frah Quintale) – 2:48 (testo: Giovanni Pellino, Francesco Servidei)
8. Miraggio (feat. Gemitaiz & Joan Thiele) – 2:51 (testo: Giovanni Pellino, Joan Thiele, Davide De Luca)
9. Argiento (feat. Lucariello & Ste) – 2:47 (testo: Giovanni Pellino, Luca Caiazzo)
10. Tuttelestelle (feat. Ele A & Francesca Michielin) – 3:02 (testo: Giovanni Pellino, Eleonora Antognini)

## Formazione
Hanno partecipato alle registrazioni, secondo le note di copertina:
- Neffa – voce, produzione, registrazione
- Marco Vialardi – missaggio, mastering, registrazione
- Sine – registrazione, produzione vocale aggiuntiva (traccia 2)
- Adel al Kassem – registrazione
- Lucariello – registrazione, voce aggiuntiva (traccia 9)
- Luca Nolgo – registrazione
- Noyz Narcos – voce aggiuntiva (traccia 2)
- Franco126 – voce aggiuntiva (traccia 3)
- Guè – voce aggiuntiva (traccia 4)
- Joshua – voce aggiuntiva (traccia 4)
- Izi – voce e produzione vocale aggiuntive (traccia 5)
- Fabri Fibra – voce aggiuntiva (traccia 6)
- Myss Keta – voce aggiuntiva (traccia 6)
- Christian Lavoro – chitarra (traccia 6)
- Frah Quintale – voce aggiuntiva (traccia 7)
- Gemitaiz – voce aggiuntiva (traccia 8)
- Joan Thiele – voce aggiuntiva (traccia 8)
- Ste – voce aggiuntiva (traccia 9)
- Ele A – voce aggiuntiva (traccia 10)
- Francesca Michielin – voce aggiuntiva (traccia 10)

## Classifiche
| Classifica (2025) | Posizione massima |
| ----------------- | ----------------- |
| Italia            | 3                 |